# NGC 6891
NGC 6891 é uma nebulosa planetária na direção da constelação de Delphinus. O objeto foi descoberto pelo astrônomo Ralph Copeland em 1884, usando um telescópio refrator com abertura de 0 polegadas. Devido a sua moderada magnitude aparente (+10,5), é visível apenas com telescópios amadores ou com equipamentos superiores.